# Суперкубок Туркменистана по футболу 2016
Суперкубок Туркменистана по футболу 2016 года (туркм. Türkmenistanyň Naýbaşy Kubogy 2016) прошёл 28 февраля в Ашхабаде на стадионе «Ашхабад». В матче встретились действующий чемпион Туркменистана ашхабадский «Алтын Асыр» и финалист кубка Туркменистана «Шагадам» из Туркменбашы. Ашхабадский клуб, будучи чемпионом страны, являлся номинальным хозяином поля. Победителем стал «Алтын Асыр», обыграв «Шагадам» со счётом 2:1.

## Соперники и стадион
Данный матч стал первым в истории Суперкубка, где встречались «Алтын Асыр» и «Шагадам». Так как «Алтын Асыр» выиграл золотые медали чемпионата и Кубок Туркменистана, то его соперником стал финалист Кубка страны «Шагадам» из Туркменбаши. Матч прошел на стадионе «Ашхабад».

## Подробности
| 28 октября 2016 15:00                                  | \| Алтын Асыр \| 2:1 \| Шагадам \| \| Мурад Ягшиев 68′ 92′ \| Голы \| Ислам Мухадов 79′ \| | Стадион: «Ашхабад», Ашхабад Судья: Чарымурат Курбанов |
| Государственное информационное агентство Туркменистана |                                                                                            |                                                       |
| Алтын Асыр                                             | 2:1                                                                                        | Шагадам                                               |
| Мурад Ягшиев 68′ 92′                                   | Голы                                                                                       | Ислам Мухадов 79′                                     |